# Décès en mars 2020
Décès
- 2016
- 2017
- 2018
- 2019
- 2020
- 2021
- 2022
- 2023
- 2024

Pour une information complémentaire, voir la page d'aide.

| Date     | Nom                            | Pays                                                  | Activités | Âge                |
| -------- | ------------------------------ | ----------------------------------------------------- | --- | ------------------ |
| 1er mars | Ernesto Cardenal               | Drapeau du Nicaragua                                  | Prêtre catholique, théologien et homme politique nicaraguayen.                                                                  | 95                 |
| 1er mars | Jacques Lesourne               | Drapeau de la France                                  | Économiste français. | 91                 |
| 1er mars | Stefan Lindqvist               | Drapeau de la Suède                                   | Footballeur suédois. | 52                 |
| 1er mars | Pierre Patureau                | Drapeau de la France                                  | Peintre français. | 95                 |
| 1er mars | Jack Welch                     | Drapeau des États-Unis                                | Homme d'affaires américain. | 84                 |
| 2 mars   | Jean Bara                      | Drapeau de la France                                  | Acteur français. | 96                 |
| 2 mars   | Tabea Blumenschein             | Drapeau de l'Allemagne                                | Actrice allemande. | 67                 |
| 2 mars   | Henry N. Cobb                  | Drapeau des États-Unis                                | Architecte américain. | 93                 |
| 2 mars   | René Coicou                    | Drapeau d'Haïti                                       | Homme politique haïtien-québécois.                                                                                              | 84                 |
| 2 mars   | Viktor Dammertz                | Drapeau de l'Allemagne                                | Évêque allemand. | 90                 |
| 2 mars   | Georges Fontès                 | Drapeau de la France                                  | Homme politique français. | 95                 |
| 2 mars   | Charles Freeman                | Drapeau des États-Unis                                | Avocat et juge américain. | 86                 |
| 2 mars   | James Lipton                   | Drapeau des États-Unis                                | Écrivain et poète américain. | 93                 |
| 2 mars   | Mohammad Mirmohammadi          | Drapeau de l'Iran                                     | Homme politique iranien. | 70                 |
| 2 mars   | Barbara Neely                  | Drapeau des États-Unis                                | Romancière américaine. | 78                 |
| 2 mars   | Ulay                           | Drapeau de l'Allemagne                                | Artiste, photographe et professeur d'université allemand.                                                                       | 76                 |
| 2 mars   | Peter Wieland                  | Drapeau de l'Allemagne                                | Chanteur allemand. | 89                 |
| 2 mars   | Suat Yalaz                     | Drapeau de la Turquie                                 | Dessinateur de bande dessinée turc.                                                                                             | 88                 |
| 3 mars   | Božidar Alić                   | Drapeau de la Croatie                                 | Acteur yougoslave puis croate.                                                                                                  | 65                 |
| 3 mars   | Alain Bertrand                 | Drapeau de la France                                  | Homme politique français. | 69                 |
| 3 mars   | Minoru Betsuyaku               | Drapeau du Japon                                      | Écrivain, dramaturge et auteur de lecture pour la jeunesse japonais.                                                            | 82                 |
| 3 mars   | Alf Cranner                    | Drapeau de la Norvège                                 | Chanteur norvégien. | 83                 |
| 3 mars   | Michel Cullin                  | Drapeau de la France                                  | Haut fonctionnaire français. | 75                 |
| 3 mars   | Freimut Duve                   | Drapeau de l'Allemagne                                | Journaliste, écrivain, homme politique et militant des droits de l'homme allemand.                                              | 83                 |
| 3 mars   | Stanisław Kania                | Drapeau de la Pologne                                 | Homme politique polonais. | 92                 |
| 3 mars   | Ahmad NikTalab                 | Drapeau de l'Iran                                     | Poète iranien. | 85                 |
| 3 mars   | James Otis                     | Drapeau des États-Unis                                | Acteur américain. | 71                 |
| 3 mars   | Nicolas Portal                 | Drapeau de la France                                  | Coureur cycliste français. | 40                 |
| 4 mars   | Milo Adoner                    | Drapeau de la France                                  | Survivant de la Shoah français.                                                                                                 | 94                 |
| 4 mars   | Serge Deslières                | Drapeau du Canada                                     | Homme politique canadien. | 72                 |
| 4 mars   | Stratis Haviaras               | Drapeau des États-Unis                                | Écrivain gréco-américain. | 84                 |
| 4 mars   | Jacques Leibowitch             | Drapeau de la France                                  | Médecin clinicien et chercheur français.                                                                                        | 77                 |
| 4 mars   | Javier Pérez de Cuéllar        | Drapeau du Pérou                                      | Diplomate et homme d'État péruvien.                                                                                             | 100                |
| 4 mars   | Robert Shavlakadze             | Drapeau de la Géorgie                                 | Athlète soviétique puis géorgien, champion aux Jeux olympiques d'été de 1960.                                                   | 86                 |
| 5 mars   | Brian Astbury                  | Drapeau d'Afrique du Sud                              | Photographe et directeur de théâtre sud-africain.                                                                               | 78                 |
| 5 mars   | Solomon Berewa                 | Drapeau de Sierra Leone                               | Homme politique sierra-léonais.                                                                                                 | 81                 |
| 5 mars   | Stanislav Bogdanovitch         | Drapeau de l'Ukraine                                  | Joueur d'échecs ukrainien. | 27                 |
| 5 mars   | Emilio Caprile                 | Drapeau de l'Italie                                   | Footballeur italien. | 91                 |
| 5 mars   | André Chéret                   | Drapeau de la France                                  | Dessinateur français de bande dessinée.                                                                                         | 82                 |
| 5 mars   | Jeanette Fitzsimons            | Drapeau de la Nouvelle-Zélande                        | Femme politique néo-zélandaise.                                                                                                 | 75                 |
| 5 mars   | Susanna Majuri                 | Drapeau de la Finlande                                | Photographe finlandaise. | 41                 |
| 5 mars   | Levan Moseshvili               | Drapeau de la Russie                                  | Basketteur soviétique, médaillé d'argent aux Jeux olympiques d'été de 1964.                                                     | 79                 |
| 5 mars   | Antonio Permunian              | Drapeau de la Suisse                                  | Footballeur suisse. | 89                 |
| 5 mars   | Jean-Luc Seigle                | Drapeau de la France                                  | Écrivain, scénariste et dramaturge français.                                                                                    | 64                 |
| 5 mars   | Hossein Sheikholeslam          | Drapeau de l'Iran                                     | Homme politique iranien. | 67                 |
| 5 mars   | Alejandro Sieveking            | Drapeau du Chili                                      | Dramaturge, metteur en scène et acteur chilien.                                                                                 | 85                 |
| 6 mars   | Pierre Audibert                | Drapeau de la France                                  | Journaliste, mathématicien informaticien et enseignant français.                                                                | 79                 |
| 6 mars   | Magdaleno Mercado              | Drapeau du Mexique                                    | Footballeur mexicain. | 75                 |
| 6 mars   | David Paul                     | Drapeau des États-Unis                                | Acteur Photographe américain.                                                                                                   | 62                 |
| 6 mars   | Henri Richard                  | Drapeau du Canada                                     | Hockeyeur sur glace canadien.                                                                                                   | 84                 |
| 6 mars   | Peter Smith                    | Drapeau du Royaume-Uni                                | Évêque britannique. | 76                 |
| 6 mars   | McCoy Tyner                    | Drapeau des États-Unis                                | Pianiste et compositeur de jazz américain.                                                                                      | 81                 |
| 7 mars   | Maurice Chevaly                | Drapeau de la France                                  | Écrivain français. | 98                 |
| 7 mars   | Gwendoline Etonde Burnley      | Drapeau du Cameroun                                   | Femme politique et consultante en développementcamerounaise.                                                                    | 88                 |
| 7 mars   | Jair Marinho                   | Drapeau du Brésil                                     | Footballeur brésilien. | 83                 |
| 7 mars   | Adamou Ndam Njoya              | Drapeau du Cameroun                                   | Homme politique camerounais. | 77                 |
| 7 mars   | Fatemeh Rahbar                 | Drapeau de l'Iran                                     | Femme politique iranienne. | 56                 |
| 7 mars   | Matthew Watkins                | Drapeau du pays de Galles                             | Joueur de rugby à XV gallois.                                                                                                   | 41                 |
| 8 mars   | Bruno Armando                  | Drapeau de l'Italie                                   | Acteur italien. | 67                 |
| 8 mars   | Coco Hotahota                  | Drapeau de la France                                  | Danseur et chorégraphe français.                                                                                                | 79                 |
| 8 mars   | Yukimitsu Kano                 | Drapeau du Japon                                      | Judoka japonais. | 87                 |
| 8 mars   | José Jiménez Lozano            | Drapeau de l'Espagne                                  | Écrivain, essayiste et poète espagnol.                                                                                          | 89                 |
| 8 mars   | Markoosie Patsauq              | Drapeau du Canada                                     | Écrivain canadien. | 78                 |
| 8 mars   | Max von Sydow                  | Drapeau de la Suède                                   | Acteur franco-suédois. | 90                 |
| 9 mars   | Lorenzo Brino                  | Drapeau des États-Unis                                | Acteur américain. | 21                 |
| 9 mars   | Anton Coppola                  | Drapeau des États-Unis                                | Compositeur et chef d'orchestre américain.                                                                                      | 102                |
| 9 mars   | Italo De Zan                   | Drapeau de l'Italie                                   | Coureur cycliste italien. | 94                 |
| 9 mars   | Richard Guy                    | Drapeau du Royaume-Uni                                | Mathématicien britannique. | 103                |
| 9 mars   | Lee Cha-su                     | Drapeau de la Corée du Sud                            | Homme politique sud-coréen. |                    |
| 9 mars   | Alain Marcel                   | Drapeau de la France                                  | Acteur, metteur en scène et compositeur français.                                                                               | 68                 |
| 9 mars   | Şevket Kazan                   | Drapeau de la Turquie                                 | avocat et homme politique turc.                                                                                                 | 86                 |
| 9 mars   | Keith Olsen                    | Drapeau des États-Unis                                | Producteur américain. | 74                 |
| 9 mars   | Mohammad-Reza Rahchamani       | Drapeau de l'Iran                                     | Médecin et parlementaire iranien.                                                                                               | 67                 |
| 10 mars  | Alain Bouthier                 | Drapeau de la France                                  | Scientifique français. | 81                 |
| 10 mars  | Eva                            | Drapeau de l'Allemagne                                | Chanteuse allemande. | 76                 |
| 10 mars  | Hyun Kil-un                    | Drapeau de la Corée du Sud                            | Écrivain sud-coréen. | 80                 |
| 10 mars  | John Seward Johnson II         | Drapeau des États-Unis                                | Sculpteur américain. | 89                 |
| 10 mars  | Mohammad Kiyavosh              | Drapeau de l'Iran                                     | Homme politique iranien. | 90[réf. souhaitée] |
| 10 mars  | Bintou Malloum                 | Drapeau du Tchad                                      | Femme politique tchadienne. | 73                 |
| 11 mars  | Didier Bezace                  | Drapeau de la France                                  | Acteur et metteur en scène français.                                                                                            | 74                 |
| 11 mars  | Stefano Bianco                 | Drapeau de l'Italie                                   | Pilote de vitesse moto italien.                                                                                                 | 34                 |
| 11 mars  | József Gyuricza                | Drapeau de la Hongrie                                 | Escrimeur hongrois, médaillé de bronze aux Jeux olympiques d'été de 1956.                                                       | 86                 |
| 11 mars  | Burkhard Hirsch                | Drapeau de l'Allemagne                                | Homme politique allemand. | 89                 |
| 11 mars  | Irina Kiritchenko              | Drapeau de l'Ukraine                                  | Cycliste sur piste soviétique puis ukrainienne.                                                                                 | 82                 |
| 11 mars  | Tetyana Prorochenko            | Drapeau de l'Ukraine                                  | Athlète de sprint soviétique puis ukrainienne, médaillée de bronze aux Jeux olympiques en 1976 et championne olympique en 1980. | 67                 |
| 11 mars  | Michel Roux Sr                 | Drapeau de la France                                  | Chef cuisinier et homme d'affaires français.                                                                                    | 78                 |
| 11 mars  | Charles Wuorinen               | Drapeau des États-Unis                                | Compositeur américain. | 81                 |
| 12 mars  | Kevin Bacon                    | Drapeau de l'Australie                                | Cavalier australien de saut d'obstacles.                                                                                        | 87                 |
| 12 mars  | Mobio Besse Henri              | Drapeau de la Côte d'Ivoire                           | Boxeur ivoirien. | 42                 |
| 12 mars  | Jean-Michel Cambon             | Drapeau de la France                                  | Grimpeur français. | 68                 |
| 12 mars  | Wolfgang Hofmann               | Drapeau de l'Allemagne                                | Judoka allemand, médaillé d'argent aux Jeux olympiques d'été de 1964.                                                           | 78                 |
| 12 mars  | John Lyons                     | Drapeau du Royaume-Uni                                | Linguiste britannique. | 87                 |
| 12 mars  | Tonie Marshall                 | Drapeau des États-Unis                                | Actrice, réalisatrice et scénariste de cinéma franco-américaine.                                                                | 68                 |
| 12 mars  | Giovanni Battista Rabino       | Drapeau de l'Italie                                   | Syndicaliste et homme politique italien, ancien député à la Chambre des députés et ancien sénateur.                             | 88                 |
| 12 mars  | Francisco Romãozinho           | Drapeau du Portugal                                   | Pilote de rallye portugais. | 77                 |
| 13 mars  | Lucien Braun                   | Drapeau de la France                                  | Historien de la philosophie français.                                                                                           | 97                 |
| 13 mars  | Moon Deoksu                    | Drapeau de la Corée du Sud                            | Écrivain, poète et professeur d'université sud-coréen.                                                                          | 91                 |
| 13 mars  | Jean Fabre                     | Drapeau de la France                                  | Géologue français. | 94                 |
| 13 mars  | René Follet                    | Drapeau de la Belgique                                | Illustrateur et dessinateur de bande dessinée belge.                                                                            | 88                 |
| 13 mars  | Louise Robic                   | Drapeau du Canada                                     | Femme politique canadienne. | 85                 |
| 13 mars  | Dana Zátopková                 | Drapeau de la Tchéquie                                | Athlète de lancer de javelot tchécoslovaque, championne olympique en 1952 et médaillée de bronze en 1960.                       | 97                 |
| 14 mars  | Ofer Bar-Yosef                 | Drapeau d’Israël                                      | Archéologue et préhistorien israélien                                                                                           | 82                 |
| 14 mars  | Gustavo Bebianno               | Drapeau du Brésil                                     | Avocat et homme politique brésilien.                                                                                            | 56                 |
| 14 mars  | Mubashir Hassan                | Drapeau du Pakistan                                   | Homme politique pakistanais. | 98                 |
| 14 mars  | Genesis P-Orridge              | Drapeau du Royaume-Uni                                | Artiste, performeuse, musicienne et écrivaine britannique.                                                                      | 70                 |
| 14 mars  | Phil Phillips                  | Drapeau des États-Unis                                | Chanteur américain. | 94                 |
| 14 mars  | Chris Reed                     | Drapeau du Japon                                      | Patineur artistique de danse sur glace américano-japonais.                                                                      | 30                 |
| 15 mars  | Savenaca Aria                  | Drapeau des Fidji                                     | Joueur de rugby à XV fidjien.                                                                                                   | 55                 |
| 15 mars  | Charles Atger                  | Drapeau de la France                                  | Pilote français. | 98                 |
| 15 mars  | Suzy Delair                    | Drapeau de la France                                  | Actrice et chanteuse française.                                                                                                 | 102                |
| 15 mars  | Jean Dufour                    | Drapeau de la France                                  | Homme politique français. | 70                 |
| 15 mars  | Manfred Feiler                 | Drapeau de l'Allemagne                                | peintre, graphiste et illustrateur allemand.                                                                                    | 94                 |
| 15 mars  | Vittorio Gregotti              | Drapeau de l'Italie                                   | Architecte italien. | 92                 |
| 15 mars  | Richard L. Hanna               | Drapeau des États-Unis                                | Homme politique américain. | 69                 |
| 15 mars  | Pilar Luna                     | Drapeau du Mexique                                    | Archéologue mexicaine. | 75                 |
| 16 mars  | Nicolas Alfonsi                | Drapeau de la France                                  | Homme politique français. | 83                 |
| 16 mars  | Hachem Bathaie Golpayegani     | Drapeau de l'Iran                                     | Homme politique iranien. | 78-79              |
| 16 mars  | François Hilsum                | Drapeau de la France                                  | Peintre et journaliste français.                                                                                                | 91                 |
| 16 mars  | Jason Rainey                   | Drapeau des États-Unis                                | Guitariste du groupe Sacred Reich.                                                                                              | 53                 |
| 16 mars  | Stuart Whitman                 | Drapeau des États-Unis                                | Acteur et producteur de télévision américain.                                                                                   | 92                 |
| 17 mars  | Michael Broadbent              | Drapeau du Royaume-Uni                                | Commissaire-priseur et écrivain britannique.                                                                                    | 92                 |
| 17 mars  | Vittoria Bogo Deledda          | Drapeau de l'Italie                                   | Femme politique italienne. | 52                 |
| 17 mars  | Erwin Drèze                    | Drapeau de la Belgique                                | Dessinateur, coloriste et décoriste de bande dessinée belge.                                                                    | 59                 |
| 17 mars  | Horst Felbermayr, Sr.          | Drapeau de l'Autriche                                 | Pilote automobile autrichien.                                                                                                   | 75                 |
| 17 mars  | Gerald Freedman                | Drapeau des États-Unis                                | Metteur en scène américain. | 92                 |
| 17 mars  | Piotr Jegor                    | Drapeau de la Pologne                                 | Footballeur polonais. | 51                 |
| 17 mars  | Édouard Limonov                | Drapeau de la Russie                                  | Écrivain russe. | 77                 |
| 17 mars  | Roger Mayweather               | Drapeau des États-Unis                                | Boxeur puis entraîneur américain.                                                                                               | 58                 |
| 17 mars  | Manuel Serifo Nhamadjo         | Drapeau de la Guinée-Bissau                           | Homme politique et homme d'État bissau-guinéen.                                                                                 | 61                 |
| 17 mars  | Patrick Nothomb                | Drapeau de la Belgique                                | Diplomate belge. | 83                 |
| 17 mars  | Lyle Waggoner                  | Drapeau des États-Unis                                | Acteur et sculpteur américain.                                                                                                  | 84                 |
| 17 mars  | Betty Williams                 | Drapeau de l'Irlande du Nord (drapeau du Royaume-Uni) | Militante pacifiste nord-irlandaise.                                                                                            | 76                 |
| 17 mars  | Alfred Worden                  | Drapeau des États-Unis                                | Astronaute et ingénieur américain.                                                                                              | 88                 |
| 18 mars  | David Bowker                   | Drapeau du Royaume-Uni                                | Skipper britannique, médaillé d'argent aux Jeux olympiques d'été de 1956.                                                       | 98                 |
| 18 mars  | Rose Marie Compaoré            | Drapeau du Burkina Faso                               | Femme politique burkinabé. | 61                 |
| 18 mars  | Catherine Hamlin               | Drapeau de l'Australie                                | Obstétricienne et gynécologue australienne.                                                                                     | 96                 |
| 18 mars  | Emil Karewicz                  | Drapeau de la Pologne                                 | Acteur polonais. | 97                 |
| 18 mars  | Michel Kitabdjian              | Drapeau de la France                                  | Arbitre de football français.                                                                                                   | 89                 |
| 18 mars  | Patrick Le Lay                 | Drapeau de la France                                  | Homme d'affaires et ingénieur français.                                                                                         | 77                 |
| 18 mars  | Jean Leber                     | Drapeau de la France                                  | Violoniste et chef d'orchestre français.                                                                                        | 80                 |
| 18 mars  | Joaquín Peiró                  | Drapeau de l'Espagne                                  | Footballeur puis entraîneur espagnol.                                                                                           | 84                 |
| 18 mars  | Henri Richelet                 | Drapeau de la France                                  | Peintre français. | 75                 |
| 18 mars  | John Solomon                   | Drapeau de l'Australie                                | Joueur australien de rugby à XV.                                                                                                | 90                 |
| 18 mars  | Sérgio Trindade                | Drapeau du Brésil                                     | Ingénieur chimiste et chercheur brésilien.                                                                                      | 79                 |
| 19 mars  | François Dermaut               | Drapeau de la France                                  | Dessinateur français de bande dessinée.                                                                                         | 70                 |
| 19 mars  | Camille Fischbach              | Drapeau de la France                                  | Joueur de football français. | 87                 |
| 19 mars  | Victor Fotso                   | Drapeau du Cameroun                                   | Homme d'affaires et écrivain camerounais.                                                                                       | 93                 |
| 19 mars  | Hamid Kahram                   | Drapeau de l'Iran                                     | Homme politique et vétérinaire iranien.                                                                                         | 61 ou 62           |
| 19 mars  | Aurlus Mabélé                  | Drapeau de la république du Congo                     | Chanteur congolais. | 67                 |
| 19 mars  | Herbert Marx                   | Drapeau du Canada                                     | Homme politique et juge canadien.                                                                                               | 88                 |
| 19 mars  | Raymond Renard                 | Drapeau de la Belgique                                | Linguiste et écrivain belge. | 95                 |
| 19 mars  | Peter Whittingham              | Drapeau du Royaume-Uni                                | Footballeur britannique. | 35                 |
| 19 mars  | Nazzareno Zamperla             | Drapeau de l'Italie                                   | Acteur et cascadeur italien. | 83                 |
| 19 mars  | Edi Ziegler                    | Drapeau de l'Allemagne                                | Cycliste sur route allemand, médaillé de bronze aux Jeux olympiques d'été de 1952.                                              | 90                 |
| 20 mars  | Jean Arène                     | Drapeau de la France                                  | Peintre français. | 90                 |
| 20 mars  | Pradip Kumar Banerjee          | Drapeau de l'Italie                                   | Footballeur indien. | 83                 |
| 20 mars  | Iryna Bekechkina               | Drapeau de l'Ukraine                                  | Sociologue ukrainienne. | 68                 |
| 20 mars  | Amadeo Carrizo                 | Drapeau de l'Argentine                                | Footballeur argentin. | 93                 |
| 20 mars  | Allah Ditta                    | Drapeau du Pakistan                                   | Athlète de sauts à la perche pakistanais.                                                                                       | 87                 |
| 20 mars  | Chapi Kaziev                   | Drapeau de la Russie                                  | Écrivain, dramaturge et scénariste soviétique puis russe.                                                                       | 63                 |
| 20 mars  | Werner Lorenz                  | Drapeau de l'Allemagne                                | Joueur de hockey sur glace allemand.                                                                                            | 83                 |
| 20 mars  | Kenny Rogers                   | Drapeau des États-Unis                                | Chanteur américain de country.                                                                                                  | 81                 |
| 20 mars  | Jean-Marie Saget               | Drapeau de la France                                  | Aviateur, pilote militaire et d'essai français.                                                                                 | 91                 |
| 20 mars  | Borislav Stanković             | Drapeau de la Serbie                                  | Basketteur puis entraîneur et dirigeant sportif yougoslave ensuite serbo-monténégrin et enfin serbe.                            | 94                 |
| 20 mars  | Harry van den Bergh            | Drapeau des Pays-Bas                                  | Homme politique néerlandais. | 77                 |
| 20 mars  | Vladimír Zábrodský             | Drapeau de la Tchéquie                                | Hockeyeur sur glace tchécoslovaque puis tchèque, médaillé d'argent aux Jeux olympiques d'hiver de 1948.                         | 97                 |
| 21 mars  | Aileen Baviera                 | Drapeau des Philippines                               | Politologue philippine. | 60                 |
| 21 mars  | Vicenç Capdevila               | Drapeau de l'Espagne                                  | Avocat et homme politique espagnol.                                                                                             | 83                 |
| 21 mars  | Marguerite Derrida             | Drapeau de la France                                  | Psychanalyste française. | 88                 |
| 21 mars  | Sol Kerzner                    | Drapeau d'Afrique du Sud                              | Homme d'affaires sud-africain.                                                                                                  | 84                 |
| 21 mars  | Robert Klapisch                | Drapeau de la France                                  | Physicien français. | 87                 |
| 21 mars  | Hiroshi Masuoka                | Drapeau du Japon                                      | Seiyū japonais. | 83                 |
| 21 mars  | Gianni Mura                    | Drapeau de l'Italie                                   | Écrivain et journaliste italien.                                                                                                | 74                 |
| 21 mars  | Jacques Oudin                  | Drapeau de la France                                  | Homme politique français. | 80                 |
| 21 mars  | Lorenzo Sanz                   | Drapeau de l'Espagne                                  | Homme d'affaires espagnol. | 76                 |
| 21 mars  | Pierre Truche                  | Drapeau de la France                                  | Magistrat français, procureur général au procès de Klaus Barbie, en 1987.                                                       | 90                 |
| 22 mars  | Alberto Arbasino               | Drapeau de l'Italie                                   | Écrivain, essayiste et homme politique italien.                                                                                 | 90                 |
| 22 mars  | Branko Cikatić                 | Drapeau de la Croatie                                 | Kickboxeur croate. | 65                 |
| 22 mars  | Germà Colón                    | Drapeau de l'Espagne                                  | Lexicographe et éditeur espagnol.                                                                                               | 91                 |
| 22 mars  | Julie Felix                    | Drapeau des États-Unis                                | Chanteuse américaine. | 81                 |
| 22 mars  | Ciprian Foiaș                  | Drapeau de la Roumanie                                | Mathématicien américano-roumain.                                                                                                | 86                 |
| 22 mars  | Eric Weissberg                 | Drapeau des États-Unis                                | Banjoïste américain. | 80                 |
| 23 mars  | Maurice Berger                 | Drapeau des États-Unis                                | Historien américain. | 63                 |
| 23 mars  | Lucia Bosè                     | Drapeau de l'Italie                                   | Actrice italienne. | 89                 |
| 23 mars  | Carlo Casini                   | Drapeau de l'Italie                                   | Homme politique italien. | 85                 |
| 23 mars  | David Collings                 | Drapeau du Royaume-Uni                                | Acteur britannique. | 79                 |
| 23 mars  | Alfio Contini                  | Drapeau de l'Italie                                   | Directeur de la photographie italien.                                                                                           | 92                 |
| 23 mars  | Maurice Delbez                 | Drapeau de la France                                  | Réalisateur et producteur de cinéma français.                                                                                   | 97                 |
| 23 mars  | Apple Gabriel                  | Drapeau de la Jamaïque                                | Chanteur et compositeur jamaïcain.                                                                                              | [ 185 ]            |
| 23 mars  | Nora Illi                      | Drapeau de la Suisse                                  | Prédicateur suisse. | 35                 |
| 23 mars  | Lucien Sève                    | Drapeau de la France                                  | Philosophe français. | 93                 |
| 23 mars  | Giles Walker                   | Drapeau du Royaume-Uni                                | Monteur, producteur, réalisateur et scénariste américano-britannique.                                                           | 74                 |
| 24 mars  | Lorenzo Acquarone              | Drapeau de l'Italie                                   | Avocat professeur de droit homme politique italien.                                                                             | 89                 |
| 24 mars  | John Campbell-Jones            | Drapeau du Royaume-Uni                                | Pilote de course automobile britannique.                                                                                        | 90                 |
| 24 mars  | Nihat Akbay                    | Drapeau de la Turquie                                 | Footballeur international turc.                                                                                                 | 75                 |
| 24 mars  | John Davies                    | Drapeau de l'Australie                                | Nageur australien, champion aux Jeux olympiques d'été de 1952.                                                                  | 90                 |
| 24 mars  | Manu Dibango                   | Drapeau du Cameroun                                   | Chanteur et saxophoniste camerounais.                                                                                           | 86                 |
| 24 mars  | Steven Dick                    | Drapeau du Royaume-Uni                                | Diplomate britannique. | 37                 |
| 24 mars  | George Dickie                  | Drapeau des États-Unis                                | Philosophe américain. | 93                 |
| 24 mars  | Mohamed Farah                  | Drapeau de la Somalie                                 | Footballeur international somalien.                                                                                             | 59                 |
| 24 mars  | Melinda O. Fee                 | Drapeau des États-Unis                                | Actrice américaine. | 77                 |
| 24 mars  | Paul Goma                      | Drapeau de la Roumanie                                | Écrivain roumain. | 84                 |
| 24 mars  | Alfred Gomolka                 | Drapeau de l'Allemagne                                | Homme politique allemand. | 77                 |
| 24 mars  | Stuart Gordon                  | Drapeau des États-Unis                                | Producteur, réalisateur et scénariste américain.                                                                                | 72                 |
| 24 mars  | Donatien Laurent               | Drapeau de la France                                  | Musicologue, ethnologue et linguiste français.                                                                                  | 84                 |
| 24 mars  | Terrence McNally               | Drapeau des États-Unis                                | Dramaturge, librettiste, scénariste et acteur américain.                                                                        | 81                 |
| 24 mars  | John F. Murray                 | Drapeau des États-Unis                                | Pneumologue américain. | 92                 |
| 24 mars  | Juan Padrón                    | Drapeau de Cuba                                       | Réalisateur, producteur de cinéma, peintre, scénariste et écrivain cubain.                                                      | 73                 |
| 24 mars  | Bill Rieflin                   | Drapeau des États-Unis                                | Musicien américain. | 59                 |
| 24 mars  | Odile Schmitt                  | Drapeau de la France                                  | Actrice et directrice artistique française.                                                                                     | 63                 |
| 24 mars  | Bernard Schreiner              | Drapeau de la France                                  | Homme politique français. | 82                 |
| 24 mars  | Gerard Schurmann               | Drapeau du Royaume-Uni                                | Compositeur et chef d'orchestre néerlando-anglais.                                                                              | 96                 |
| 24 mars  | Ignacio Trelles                | Drapeau du Mexique                                    | Entraîneur de football mexicain.                                                                                                | 103                |
| 24 mars  | Albert Uderzo                  | Drapeau de la France                                  | Dessinateur français. | 92                 |
| 25 mars  | Harry Aarts                    | Drapeau des Pays-Bas                                  | Homme politique néerlandais. | 90                 |
| 25 mars  | Danilo Barozzi                 | Drapeau de l'Italie                                   | Coureur cycliste italien. | 92                 |
| 25 mars  | Jennifer Bate                  | Drapeau du Royaume-Uni                                | Organiste britannique. | 75                 |
| 25 mars  | Mark Blum                      | Drapeau des États-Unis                                | Acteur américain. | 69                 |
| 25 mars  | Floyd Cardoz                   | Drapeau des États-Unis                                | Cuisinier indo-américain. | 59                 |
| 25 mars  | Vusamazulu Credo Mutwa         | Drapeau d'Afrique du Sud                              | Chaman sud-africain. | 98                 |
| 25 mars  | Jean-Jacques Fernier           | Drapeau de la France                                  | Architecte et historien de l'art français.                                                                                      | 88                 |
| 25 mars  | Martinho Lutero Galati         | Drapeau du Brésil                                     | Chef d'orchestre brésilien. | 66                 |
| 25 mars  | Pierre Lagénie                 | Drapeau de la France                                  | Sculpteur français. | 81                 |
| 25 mars  | Liesbeth List                  | Drapeau des Pays-Bas                                  | Actrice et chanteuse néerlandaise.                                                                                              | 78                 |
| 25 mars  | Inna Makarova                  | Drapeau de la Russie                                  | Actrice soviétique puis russe.                                                                                                  | 93                 |
| 25 mars  | Detto Mariano                  | Drapeau de l'Italie                                   | Auteur-compositeur, pianiste et éditeur italien.                                                                                | 82                 |
| 25 mars  | Angelo Moreschi                | Drapeau de l'Éthiopie                                 | Évêque catholique italien, vicaire apostolique de Gambela en Éthiopie                                                           | 67                 |
| 25 mars  | Richard Reeves                 | Drapeau des États-Unis                                | Biographe et journaliste américain.                                                                                             | 83                 |
| 25 mars  | Jean-Yves Veillard             | Drapeau de la France                                  | Historien français. | 81                 |
| 26 mars  | Jean-Louis Bernard             | Drapeau de la France                                  | Chirurgien et homme politique français.                                                                                         | 81                 |
| 26 mars  | Marie-Thérèse de Bourbon-Parme | Drapeau de la France                                  | Princesse française, docteur en sciences ibériques et en sociologie politique.                                                  | 86                 |
| 26 mars  | Jennifer Alice Clack           | Drapeau du Royaume-Uni                                | Paléontologue britannique. | 72                 |
| 26 mars  | Willy Diméglio                 | Drapeau de la France                                  | Homme politique français. | 85                 |
| 26 mars  | Michel Hidalgo                 | Drapeau de la France                                  | Footballeur puis entraîneur français.                                                                                           | 87                 |
| 26 mars  | Olle Holmquist                 | Drapeau de la Suède                                   | Tromboniste suédois. | 83                 |
| 26 mars  | Rolf Huisgen                   | Drapeau de l'Allemagne                                | Chimiste allemand. | 99                 |
| 26 mars  | Óscar Ichazo                   | Drapeau de la Bolivie                                 | Scientifique et écrivain bolivien.                                                                                              | 88                 |
| 26 mars  | Naomi Munakata                 | Drapeau du Brésil                                     | Chef d'orchestre brésilienne.                                                                                                   | 64                 |
| 26 mars  | Luigi Roni                     | Drapeau de l'Italie                                   | Chanteur lyrique italien. | 78                 |
| 26 mars  | Georges Rostan                 | Drapeau de la France                                  | Acteur français. | 86                 |
| 26 mars  | Michael Sorkin                 | Drapeau des États-Unis                                | Architecte américain. | 71                 |
| 26 mars  | Robin Thomas                   | Drapeau de la Tchéquie                                | Mathématicien tchèque. | 57                 |
| 26 mars  | Daniel Yuste                   | Drapeau de l'Espagne                                  | Coureur cycliste espagnol. | 75                 |
| 27 mars  | Jacques F. Acar                | Drapeau de la France                                  | Microbiologiste et infectiologue français.                                                                                      | 88                 |
| 27 mars  | Bob Andy                       | Drapeau de la Jamaïque                                | Chanteur de reggae jamaïcain.                                                                                                   | 75                 |
| 27 mars  | Daniel Azulay                  | Drapeau du Brésil                                     | Auteur de bande dessinée brésilien.                                                                                             | 72                 |
| 27 mars  | Rauf Babayev                   | Drapeau de l'Azerbaïdjan                              | Chanteur azerbaïdjanais. | 82                 |
| 27 mars  | Brian Blume                    | Drapeau des États-Unis                                | Éditeur et concepteur de jeux de rôle américain.                                                                                | 70                 |
| 27 mars  | Lydie Dooh Bunya               | Drapeau du Cameroun                                   | Journaliste, femme de lettres et féministe camerounaise.                                                                        | 87                 |
| 27 mars  | Carl Friedman                  | Drapeau des Pays-Bas                                  | Auteur néerlandais. | 67                 |
| 27 mars  | Hamed Karoui                   | Drapeau de la Tunisie                                 | Homme politique et médecin tunisien.                                                                                            | 92                 |
| 27 mars  | Joseph Lowery                  | Drapeau des États-Unis                                | Pasteur américain. | 98                 |
| 28 mars  | Roger Baens                    | Drapeau de la Belgique                                | Cycliste sur route belge. | 87                 |
| 28 mars  | Eugenio Bertoglio              | Drapeau de l'Italie                                   | Coureur cycliste italien. | 91                 |
| 28 mars  | Nicolás Brizuela               | Drapeau de l'Argentine                                | Guitariste et arrangeur argentin.                                                                                               | 70                 |
| 28 mars  | Tom Coburn                     | Drapeau des États-Unis                                | Homme politique américain. | 72                 |
| 28 mars  | Pierre-Henri Derycke           | Drapeau de la France                                  | Économiste français. | 85                 |
| 28 mars  | Jean-Claude Ganga              | Drapeau de la république du Congo                     | Homme politique congolais. | 86                 |
| 28 mars  | Grim Sleeper                   | Drapeau des États-Unis                                | Tueur en série américain. | 67                 |
| 28 mars  | William B. Helmreich           | Drapeau des États-Unis                                | Sociologue américain. | 74                 |
| 28 mars  | Azam Khan                      | Drapeau du Pakistan                                   | Joueur de squash anglo-pakistanais.                                                                                             | 93                 |
| 28 mars  | Denise Millet                  | Drapeau de la France                                  | Dessinatrice française. | 86                 |
| 28 mars  | Barbara Rütting                | Drapeau de l'Allemagne                                | Actrice allemande. | 92                 |
| 28 mars  | Thomas Schäfer                 | Drapeau de l'Allemagne                                | Homme politique allemand. | 54                 |
| 28 mars  | David Schramm                  | Drapeau des États-Unis                                | Acteur américain. | 73                 |
| 28 mars  | Michel Tibon-Cornillot         | Drapeau de la France                                  | Anthropologue et philosophe français                                                                                            |                    |
| 28 mars  | Hertha Töpper                  | Drapeau de l'Autriche                                 | Contralto autrichienne. | 95                 |
| 29 mars  | Claude Abadie                  | Drapeau de la France                                  | Clarinettiste français. | 100                |
| 29 mars  | Opoku Afriyie                  | Drapeau du Ghana                                      | Footballeur ghanéen. | 75                 |
| 29 mars  | Philip Warren Anderson         | Drapeau des États-Unis                                | Physicien américain. | 96                 |
| 29 mars  | Attilio Bignasca               | Drapeau de la Suisse                                  | Homme politique suisse. | 76                 |
| 29 mars  | Iouri Bondarev                 | Drapeau de la Russie                                  | Écrivain soviétique. | 96                 |
| 29 mars  | José Luis Capón                | Drapeau de l'Espagne                                  | Footballeur espagnol. | 72                 |
| 29 mars  | Jean-François Cesarini         | Drapeau de la France                                  | Homme politique français. | 49                 |
| 29 mars  | Patrick Devedjian              | Drapeau de la France                                  | Homme politique français. | 75                 |
| 29 mars  | Joe Diffie                     | Drapeau des États-Unis                                | Chanteur de musique country américain.                                                                                          | 61                 |
| 29 mars  | Alan Merrill                   | Drapeau des États-Unis                                | Chanteur américain. | 69                 |
| 29 mars  | Krzysztof Penderecki           | Drapeau de la Pologne                                 | Compositeur et chef d'orchestre polonais.                                                                                       | 86                 |
| 29 mars  | Francis Rapp                   | Drapeau de la France                                  | Historien médiéviste français.                                                                                                  | 93                 |
| 29 mars  | Angelo Rottoli                 | Drapeau de l'Italie                                   | Boxeur italien. | 61                 |
| 29 mars  | Jean-Louis Roy                 | Drapeau de la Suisse                                  | Réalisateur suisse. | 82                 |
| 29 mars  | Ken Shimura                    | Drapeau du Japon                                      | Acteur et humoriste japonais.                                                                                                   | 70                 |
| 29 mars  | Henri Tincq                    | Drapeau de la France                                  | Journaliste français. | 74                 |
| 30 mars  | Jean-Guy Astresses             | Drapeau de la France                                  | Joueur de football français. | 90                 |
| 30 mars  | Maurice Bidermann              | Drapeau de la France                                  | Homme d'affaires français. | 87                 |
| 30 mars  | Lorena Borjas                  | Drapeau des États-Unis                                | Directrice générale américaine.                                                                                                 | 59                 |
| 30 mars  | Don Campbell                   | Drapeau des États-Unis                                | Danseur américain. | 69                 |
| 30 mars  | Arianne Caoili                 | Drapeau de l'Australie                                | Joueuse d'échecs australienne d'origine philippine.                                                                             | 33                 |
| 30 mars  | Jean-Claude Chamboredon        | Drapeau de la France                                  | Sociologue français. | 81                 |
| 30 mars  | Jorge Chica                    | Drapeau de l'Équateur                                 | Footballeur puis neurochirurgien équatorien.                                                                                    | 67/68              |
| 30 mars  | Louise Ebrel                   | Drapeau de la France                                  | Chanteuse française. | 87                 |
| 30 mars  | Manólis Glézos                 | Drapeau de la Grèce                                   | Homme politique, résistant et écrivain grec.                                                                                    | 97                 |
| 30 mars  | Hau Pei-tsun                   | Drapeau de Taïwan                                     | Homme politique taïwanais. | 100                |
| 30 mars  | Milutin                        | Drapeau de la Serbie                                  | Prélat orthodoxe serbe. | 71                 |
| 30 mars  | Kwasi Owusu                    | Drapeau du Ghana                                      | Footballeur ghanéen. | 72                 |
| 30 mars  | Jacques Vandier                | Drapeau de la France                                  | Entrepreneur français | 92                 |
| 30 mars  | Bill Withers                   | Drapeau des États-Unis                                | Chanteur américain | 81                 |
| 30 mars  | Joachim Yhombi-Opango          | Drapeau de la république du Congo                     | Homme d’État congolais, Président de la République de 1977 à 1979.                                                              | 81                 |
| 31 mars  | Pierre Bénichou                | Drapeau de la France                                  | Journaliste, animateur de radio et acteur français.                                                                             | 82                 |
| 31 mars  | Julie Bennett                  | Drapeau des États-Unis                                | Actrice américaine. | 88                 |
| 31 mars  | Michel Chodkiewicz             | Drapeau de la France                                  | Éditeur et philosophe français.                                                                                                 | 90                 |
| 31 mars  | Cristina                       | Drapeau des États-Unis                                | Chanteuse américaine. | 64                 |
| 31 mars  | Viktar Dachkievitch            | Drapeau de la Biélorussie                             | Acteur soviétique puis biélorusse.                                                                                              | 75                 |
| 31 mars  | Pape Diouf                     | Drapeau du Sénégal                                    | Journaliste sportif franco-sénégalais.                                                                                          | 68                 |
| 31 mars  | Aleksejs Froļikovs             | Drapeau de la Lettonie                                | Joueur de hockey sur glace letton                                                                                               | 63                 |
| 31 mars  | Rafael Gómez Nieto             | Drapeau de l'Espagne                                  | Militaire espagnol. | 99                 |
| 31 mars  | Abdel Halim Khaddam            | Drapeau de la Syrie                                   | Homme d'État syrien. | 87                 |
| 31 mars  | Reimar Lüst                    | Drapeau de l'Allemagne                                | Astrophysicien allemand. | 97                 |
| 31 mars  | Paul Natali                    | Drapeau de la France                                  | Homme politique français. | 86                 |
| 31 mars  | Adolphe Nicolas                | Drapeau de la France                                  | Géologue français. | 84                 |
| 31 mars  | Zoltán Peskó                   | Drapeau de la Hongrie                                 | Chef d'orchestre hongrois. | 83                 |
| 31 mars  | Gita Ramjee                    | Drapeau de l'Ouganda                                  | Scientifique ougando-sud-africaine .                                                                                            | 63,                |
| 31 mars  | Wallace Roney                  | Drapeau des États-Unis                                | Trompettiste de jazz américain.                                                                                                 | 59                 |
| 31 mars  | Jack Schofield                 | Drapeau du Royaume-Uni                                | Journaliste britannique. | 72                 |
| 31 mars  | Leonid Zorine                  | Drapeau de la Russie                                  | Dramaturge et scénariste soviétique puis russe.                                                                                 | 95                 |